# سم کیلی
سم کیلی (به انگلیسی: Sam Keeley) (زاده ۲۹ نوامبر ۱۹۹۰) بازیگر ایرلندی است.
از کارهای معروف او می‌توان به بازی در فیلم درمان شده اشاره کرد.

## فیلم‌شناسی
فهرست برخی از فیلم‌هایی که سم کیلی در آن‌ها به ایفای نقش پرداخته است:
- اینجا باید همان‌جا باشد (۲۰۱۱)
- خانه رؤیایی (۲۰۱۱)
- خانه رؤیایی (۲۰۱۱)
- سوخته (۲۰۱۵)
- در دل دریا (۲۰۱۵)
- انتروپوید (۲۰۱۶)
- محاصره جیدویل (۲۰۱۶)
- مگان لیوی (۲۰۱۷)
- درمان شده (۲۰۱۷)
- اشرام (۲۰۱۸)
- ویلیام تل (۲۰۲۴)